# Shanxi Sports Centre Stadium
 (avril 2025).
Le Shanxi Sports Centre Stadium (en chinois : 山西体育中心) est un stade polyvalent situé à Taiyuan en Chine, construit de 2009 à 2011. 
Il est principalement utilisé pour le football. Le stade possède une capacité de 62 000 spectateurs.